# Victor Oudinot

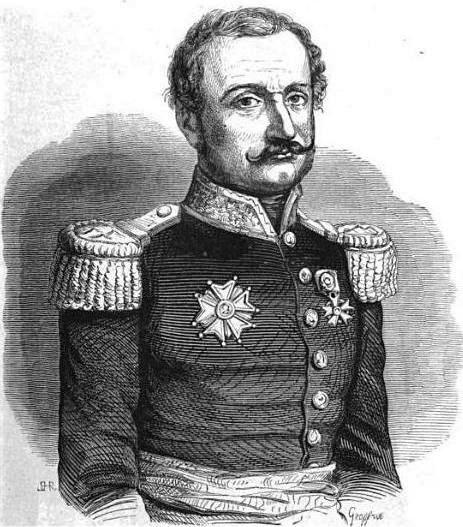
Victor Oudinot.

Nicolas Charles Victor Oudinot, hertig av Reggio, född den 3 november 1791 i Bar-le-Duc, död där den 7 juli 1863, var en fransk general, son till Nicolas Charles Oudinot.
Oudinot var som gosse page hos Napoleon I, blev 1809 husarlöjtnant och avancerade under fälttågen 1813–14 på grund av visad tapperhet till skvadronschef. Han blev 1822 maréchal de camp och 1824 chef för ridskolan i Saumur, tog avsked efter julirevolutionen 1830, men återinträdde 1835 i armén och blev snart generallöjtnant. Oudinot slöt sig 1848 till februarirevolutionen, erhöll i april samma år kommandot över alparmén och ledde 1849 den franska militärexpeditionen till Rom, vilken återställde Pius IX:s myndighet i Kyrkostaten. I nationalförsamlingen övergick han 1851 från det bonapartistiska till det orléanska partiet. Han häktades vid statskuppen den 2 december samma år, men frigavs efter några dagar och levde därefter på sina gods. Han skrev bland annat Précis historique et militaire de l'expedition française en Italie (1849).